# René Aust
René Aust, né le 24 avril 1987 est un homme politique allemand membre de l'Alternative pour l'Allemagne. Lors des élections au Parlement européen de 2024, troisième sur la liste de son parti, il est élu député européen.

## Biographie
Lors des élections européennes de 2024 en Allemagne, troisième sur la liste de son parti l'Alternative pour l'Allemagne, il est élu député européen. Avec le Polonais Stanisław Tyszka, il préside au parlement européen le groupe d'extrême droite L'Europe des nations souveraines.